# Přemysl Rut
Přemysl Rut (* 10. března 1954, Kutná Hora) je český klavírista, zpěvák, divadelní režisér, herec, spisovatel-esejista, básník, dramatik, redaktor-publicista a divadelní pedagog.

## Život
Během svých studii na pražské DAMU spolupracoval s Nedivadlem Ivana Vyskočila, kde působil nejprve jakožto zpěvák a klavírista, později i jako autor. Po studiích činoherní režie na pražské DAMU, kde absolvoval v roce 1979 , působil během své vojenské služby v Uherském Hradišti ve Slováckém divadle jakožto režisér a umělecký vedoucí zdejší Malé scény. V letech od roku 1984 do roku 1990 učil na Pražské konzervatoři a současně vedl poloamatérský divadelní soubor Malé české divadlo, kde uváděl inscenace svých her a scénická čtení her, které tehdejší režim nepovoloval inscenovat. Zároveň s tím také pomáhal vydávat samizdatový časopis O divadle.
Po sametové revoluci krátce pracoval jako redaktor Literárních novin. Od roku 1993 působil jakožto umělec ve svobodném povolání. Od roku 1999 spolupracuje jako pedagog na pražské DAMU, od roku 2003 zde působí jako vedoucí katedry autorské tvorby, roku 2008 byl jmenován profesorem.
Dlouhodobě spolupracuje s Českým rozhlasem. Před sametovou revolucí mohl v médiu připravit jen lekce poetiky pro děti (jako kocour Pentlochňap z Alenky v kraji divů). V roce 1991 měla premiéru jeho první rozhlasová hra Polygoné, v roce 1993 pak dostal nabídku od dramaturga Dušana Všelichy, aby připravil autorský pořad. Piannissimo mělo 69 dílů a jak sám říká, bylo pro něho iniciační. V jeho rámci realizoval cyklus Čtení ze špatné literatury, cyklus svých prvních apokryfních pohádek i cyklus portrétů písničkářů, který byl zárodkem jeho "pozdějších projektů rozhlasových, pódiových i edičních, jimiž se pokouším(e) připomínat českou autorskou píseň v celém jejím časovém rozpětí". Později moderoval odpoledne Rádia Mama a stal se tradičním autorem rozhlasových her i teoretikem rozhlasu.
Přemysl Rut ale vystupuje i v České televizi, působí i jakožto nakladatelský redaktor a editor.

## Dílo

### Knihy
- 1985 Menší poetický slovník v příkladech, Mladá fronta
- 1991 Náměsíčný průvodce Prahou, Mladá fronta
- 1992 Žádné tragédie, Votobia
- 1994 Repoetitorium (poezie a typografie; s Otakarem Karlasem a Karlem Čapkem), Sursum
- 1995 Ptáček (n)eseje zpívá vesele, Petrov
- 1998 Šest nepůvodních rozhlasových her, Větrné mlýny
- 2000 V mámově postýlce, Petrov
- 2001 Písničky (eseje se zpěvy), Petrov
- 2003 Hry s druhým já, Větrné mlýny
- 2003 Náměsíčný průvodce Prahou, 2. vydání, Petrov
- 2003 Strašlivé Čechy, děsná Morava, Petrov
- 2005 Pan Když a slečna Kdyby (kniha o příběhu), Petrov (Cena Toma Stopparda)
- 2005 Příběh a Shakespeare, AMU
- 2007 Příběh a Shakespeare, 2. vydání, AMU
- 2010 Orchestrion v hlavě (česká písnička mezi poezií a divadlem), Vyšehrad
- 2010 Pro rozhlas (i proti němu), AMU, Brkola
- 2013 Gloria i gaudium (česká písnička mezi kostelem a hospodou), Vyšehrad (spolu s Orchestrionem v hlavě Cena nakladatelství Vyšehrad 2014) ISBN 978-80-7429-298-9
- 2014 OKOLO1OOLALALA (sborník, 2 svazky), Brkola
- 2017 Parlando cantabile, Brkola
- 2020 NeVyskočil aneb Příběh a autor(ství), Brkola
- 2022 Zkouška sirén (česká písnička mezi folkem a rockem), Vyšehrad

### Divadelní hry
- 1983 Když nad Prahou se Hašler uklání (kabaret)
- 1985 Dnes naposled (monodrama)
- 1986 Takový beznadějný případ (hříčka); verze pro Český rozhlas 1990
- 1988 Žádná tragédie
- 2000 Sedmispáči (legenda o dvou epochách)
- 2001 Olga a ďábel (zlopověst)
- 2007 Sen (hra s nápadem V. K. Klicpery), verze pro Český rozhlas už 1992

### Rozhlasové hry
- 1991 Polygoné, realizace Český rozhlas 1991
- 1994 Dohra, realizace Český rozhlas 1995
- 1997 Existence Dušana Rouse, realizace Český rozhlas téhož roku
- 1997 Viktor a drak, realizace Český rozhlas téhož roku (Prix Bohemia 1998)
- 1997 Etiopská legenda, realizace Český rozhlas téhož roku
- 1997 Peklíčko, realizace Český rozhlas téhož roku
- 1997 Drak nebo Pavel, realizace Český rozhlas téhož roku (1. verze divadelní hry Olga a ďábel, 2001)
- 2000 Babinský a Palacký neboli Báseň a Pravda, realizace Český rozhlas téhož roku[3]
- 2001 Dvojrole, realizace Český rozhlas téhož roku[4]
- 2002 Profesor a slepice, realizace Český rozhlas 2007
- 2005 Druhé mládí Kašpara Junga, realizace Český rozhlas téhož roku
- 2005 Človlk, realizace Český rozhlas 2012
- 2007 Konec dobrý, všechno špatně, realizace Český rozhlas 2009
- 2015 O krásné panně a slepém sochaři, realizace Český rozhlas téhož roku

### CD
- 2001 Písničky 1, 2 (audiopřílohy ke knize Písničky /eseje se zpěvy/), Petrov
- 2012 Orchestrion v hlavě (audiopříloha ke stejnojmenné knize), Vyšehrad
- 2014 Přemysl si hraje, Brkola
- 2014 OKOLO1OOLALALA (audiopříloha ke stejnojmenné knize), Brkola
- 2015 Písně českého kabaretu / Písně české avantgardy (dvojalbum), Brkola
- 2015 Slepý lučištník (audiopříloha ke knize Markéty Potužákové Psáno ústy, čteno ušima), Brkola
- 2016 Šťastná hodina (tři písňové cykly; texty Joseph von Eichendorff, Vítězslav Nezval, Josef Hora; vyšlo samostatně i jako audiopříloha ke knize Parlando cantabile), Brkola
- 2016 Nehraje se (reedice MC z roku 1990; básničky a povídky Emanuela Frynty čte Ivan Vyskočil, na klavír hraje Přemysl Rut), Galén
- 2017 Písně českého obrození / Písně českého divadla (dvojalbum), Brkola
- 2018 České osmičky (osm ohlédnutí za osudnými roky českých dějin; 3CD a kniha-booklet), Brkola
- 2022 Zpívejte, volové (reedice MC z roku 1992 a EP z roku 1990; písně na texty Jana Vodňanského), Galén

### Edice a rozhovory
- 1990 O divadle (výbor z pěti samizdatových čísel stejnojmenné revue), NLN
- 1996 Nedivadlo Ivana Vyskočila, Český spisovatel
- 2000 Vždyť přece létat je o hubu (rozhovor s Ivanem Vyskočilem), Portál
- 2002 Ladislav Smoček: Činohry a záznamy, Větrné mlýny
- 2004 Ignát Herrmann: Nedělní povídky, NLN
- 2004 Ignát Herrmann: Z poslední galerie, Paseka
- 2010 Hovory nejen o hudbě (rozhovor s Jiřím Pavlicou), Vyšehrad
- 2016 Nedivadlo Ivana Vyskočila, 2., rozšířené vyd. (spolued. Michal Čunderle), Brkola
- 2018 Václav Kliment Klicpera: Divadelní hry, Host
- 2018 Téměř vždycky trapným dojmem (antologie textů o verši básnickém a dramatickém se zřetelem k tzv. přednesu; s Markétou Potužákovou), NAMU

## Spolupráce s Českou televizí
- Kulturní magacín
- Rodinný kalendář
- Letopísně